# Sud Aviation Caravelle
Sud Aviation Caravelle – pasażerski samolot średniego zasięgu produkowany przez firmę Sud Aviation. Był pierwszym francuskim odrzutowym samolotem pasażerskim, który był używany przez 35 towarzystw lotniczych. Był też pierwszym samolotem komunikacyjnym na świecie z silnikami umieszczonymi w tyle kadłuba. 

## Historia
Opublikowany przez francuskie ministerstwo lotnictwa w listopadzie 1951 roku opis osiągów turboodrzutowo napędzanego liniowca powietrznego dotyczył samolotu, który na międzynarodowym rynku konkurowałby z brytyjskimi i amerykańskimi modelami w tej kategorii. Spośród sześciu narodowych firm, biorących udział w przetargu, wygrała firma Sud Aviation. Firma ta, po fuzjach z innymi krajowymi przedsiębiorstwami, stała się w roku 1970 przedsiębiorstwem Société Nationale Industrielle Aérospatiale. Po dokonanych poprawkach pierwszego prototypu maszyny seryjne miały kadłub wydłużony o 141 cm i mieściły 64 pasażerów. Caravelle I był dolnopłatem o konstrukcji całkowicie metalowej. Jego następca – model Caravelle III – został wyprodukowany w liczbie 78 samolotów z silnikami o większym ciągu. Do dalszych udoskonaleń zalicza się poszerzenie oszklenia kokpitu, silniejsze hamulce kół podwozia i przerywacze do zmniejszania siły nośnej. Kontynuacja prac nad serią doprowadziła do powstania samolotu Super Caravelle, który po raz pierwszy oderwał się od ziemi 3 marca 1964 roku. Do konstrukcji wprowadzono aerodynamiczne zmiany i zwiększono ciąg silników. Ten model mógł transportować do 108 pasażerów. Serię Caravelle zamyka Mk 12, którego kadłub został dodatkowo wydłużony o 323 cm, aby przewozić 140 pasażerów. Z powodu dużej masy użytkowej konstrukcja nośna musiała zostać wzmocniona i należało zwiększyć ciąg silników.

### Wypadki
Samoloty tego typu brały udział w 82 wypadkach, z czego 65 zakończyło się całkowitym zniszczeniem maszyny, przez co mimo iż z początku chwalone za nowoczesną i nowatorską jak na swoje czasy konstrukcję, w ostatnich latach eksploatacji zyskały opinie maszyn o niskim poziomie bezpieczeństwa pasażerów.
- Katastrofa lotu Sterling Airways 296 – W wyniku błędu pilota doszło do zderzenia się samolotu z górą. Zginęło 112 osób (wszyscy na pokładzie)
- Katastrofa lotu Swissair 306 – 4 września 1963 samolot linii Swissair rozbił się na przedmieściu Durrenasch; przyczyną katastrofy był pożar. Życie straciło 80 osób (wszyscy na pokładzie).
- Katastrofa lotu AirFrance 1611 - 11 września 1968 samolot linii AirFrance rozbił się w Morzu Śródziemnym. Zginęli wszyscy na pokładzie - 95 osób. W katastrofie tej zginął Jerzy Sawicki – polski fizyk, matematyk i wspinacz.

## Specyfikacja
| Wersja                        | Mk.I/IA | Mk.III | Mk.VI-N/VI-R | Mk.10B                                                                                     | Mk.10R                                                                                     | Mk.11R                                                                                     | Mk.12R                                                                                     |
| ----------------------------- | --- | --- | --- | ------------------------------------------------------------------------------------------ | ------------------------------------------------------------------------------------------ | ------------------------------------------------------------------------------------------ | ------------------------------------------------------------------------------------------ |
| Długość                       | 32,01 m | 32,01 m | 32,01 m | 33,01 m                                                                                    | 32,01 m                                                                                    | 32,71 m                                                                                    | 36,24 m                                                                                    |
| Rozpiętość                    | 34,30 m | 34,30 m | 34,30 m | 34,30 m                                                                                    | 34,30 m                                                                                    | 34,30 m                                                                                    | 34,30 m                                                                                    |
| Wysokość                      | 8,72 m | 8,72 m | 8,72 m | 8,72 m                                                                                     | 8,72 m                                                                                     | 8,72 m                                                                                     | 8,72 m                                                                                     |
| Powierzchnia skrzydeł         | 146,7 m² | 146,7 m² | 146,7 m² | 146,7 m²                                                                                   | 146,7 m²                                                                                   | 146,7 m²                                                                                   | 146,7 m²                                                                                   |
| Skos skrzydła                 | 20,0° | 20,0° | 20,0° | 20,0°                                                                                      | 20,0°                                                                                      | 20,0°                                                                                      | 20,0°                                                                                      |
| Zasięg                        | 1 500 km | 1 700 km | 2 350 km | 3 640 km                                                                                   | 2 650 km                                                                                   | 2 800 km                                                                                   | 2 655 km                                                                                   |
| Prędkość przelotowa           | 746 km/h | 805 km/h | 845 km/h | 800 km/h                                                                                   | 800 km/h                                                                                   | 800 km/h                                                                                   | 835 km/h                                                                                   |
| Maksymalny pułap              | 10 700 m | 12 000 m | 10.700 m | 10.700 m                                                                                   | 10.700 m                                                                                   | 12 100 m                                                                                   | 10 700 m                                                                                   |
| Maksymalna masa startowa MTOW | 45 t | 46 t | 48 t (VI-N) 50 t (VI-R) | 52 t 56 t (Super B)                                                                        | 52 t                                                                                       | 54 t                                                                                       | 56 t                                                                                       |
| Ilość miejsc (1 klasa)        | 80 | 80 | 80 | 99                                                                                         | 80                                                                                         | 105                                                                                        | 140                                                                                        |
| Silniki                       | Mk.I: 2 Rolls-Royce Avon RA-29 Mk.522 à 46,7 kN Mk.IA: 2 Rolls-Royce Avon RA-29/1 Mk.526 kN Mk.III: 2 Rolls-Royce Avon RA-29/3 Mk.527(B) 50,7 kN Mk.VI-N: 2 Rolls-Royce Avon RA-29/6 Mk.531(B) 54,28 kN Mk.VI-R: 2 Rolls-Royce Avon RA-29/6 Mk.535R 56,05 kN | Mk.I: 2 Rolls-Royce Avon RA-29 Mk.522 à 46,7 kN Mk.IA: 2 Rolls-Royce Avon RA-29/1 Mk.526 kN Mk.III: 2 Rolls-Royce Avon RA-29/3 Mk.527(B) 50,7 kN Mk.VI-N: 2 Rolls-Royce Avon RA-29/6 Mk.531(B) 54,28 kN Mk.VI-R: 2 Rolls-Royce Avon RA-29/6 Mk.535R 56,05 kN | Mk.I: 2 Rolls-Royce Avon RA-29 Mk.522 à 46,7 kN Mk.IA: 2 Rolls-Royce Avon RA-29/1 Mk.526 kN Mk.III: 2 Rolls-Royce Avon RA-29/3 Mk.527(B) 50,7 kN Mk.VI-N: 2 Rolls-Royce Avon RA-29/6 Mk.531(B) 54,28 kN Mk.VI-R: 2 Rolls-Royce Avon RA-29/6 Mk.535R 56,05 kN | Mk.10B/10R/11R: 2 Pratt & Whitney JT8D-7 à 62,3 kN Mk.12: 2 Pratt & Whitney JT8D-9 64,5 kN | Mk.10B/10R/11R: 2 Pratt & Whitney JT8D-7 à 62,3 kN Mk.12: 2 Pratt & Whitney JT8D-9 64,5 kN | Mk.10B/10R/11R: 2 Pratt & Whitney JT8D-7 à 62,3 kN Mk.12: 2 Pratt & Whitney JT8D-9 64,5 kN | Mk.10B/10R/11R: 2 Pratt & Whitney JT8D-7 à 62,3 kN Mk.12: 2 Pratt & Whitney JT8D-9 64,5 kN |
| Pierwszy lot                  | 27 maja 1955 (Prototyp) 14 maja 1958 (I) 11 lutego 1960 (IA) | 30 grudnia 1959 | 10 września 1960 (VI-N) 6 lutego 1961 (VI-R) | 31 sierpnia 1962 (10A) 3 marca 1964 (10B)                                                  | 18 stycznia 1965                                                                           | 22 września 1967                                                                           | 29 października 1970                                                                       |